# Paata Burczuladze
Paata Burczuladze (gruz. პაატა ბურჭულაძე, ur. 12 lutego 1955 w Tbilisi) – gruziński śpiewak (bas) i polityk, lider partii Państwo dla Ludzi.

## Kariera artystyczna
Studiował śpiew u Otara Chelaszwilego w Tbilisi, następnie w studiu wokalnym przy La Scali w Mediolanie. Laureat konkursów wokalnych, m.in.: 1981 im. Giuseppe Verdiego w Busseto, 1982 im. Piotra Czajkowskiego w Moskwie.
Odtąd śpiewa w najlepszych teatrach operowych w Europie i Stanach Zjednoczonych; cenione role: tytułowa w Borysie Godunowie Modesta Musorgskiego, Komandora w Don Giovannim Wolfganga Amadeusa Mozarta, Don Basilia w Cyruliku sewilskim Gioacchino Rossiniego, Ramfisa w Aidzie Verdiego.

## Działalność polityczna
W 2016 zaangażował się w politykę, stając się liderem założonego przez siebie chadeckiego ugrupowania Państwo dla Ludzi. W wyborach w 2016 jego partia utworzyła blok wyborczy z trzema innymi centroprawicowymi partiami. Wspólny program obejmował „orientację prozachodnią, wstąpienie do NATO, szybki wzrost gospodarczy i [...] sprawiedliwość”.

## Odznaczenia
- Prezydencki Order Doskonałości – 2010[3]